# فرودگاه هلیکوپتر نارساک
فرودگاه هلیکوپتر نارساک (به انگلیسی: Narsaq Heliport) یک فرودگاه همگانی با کد یاتا JNS است . این فرودگاه در کشور گرینلند قرار دارد .